# Maciejowski-Bibel

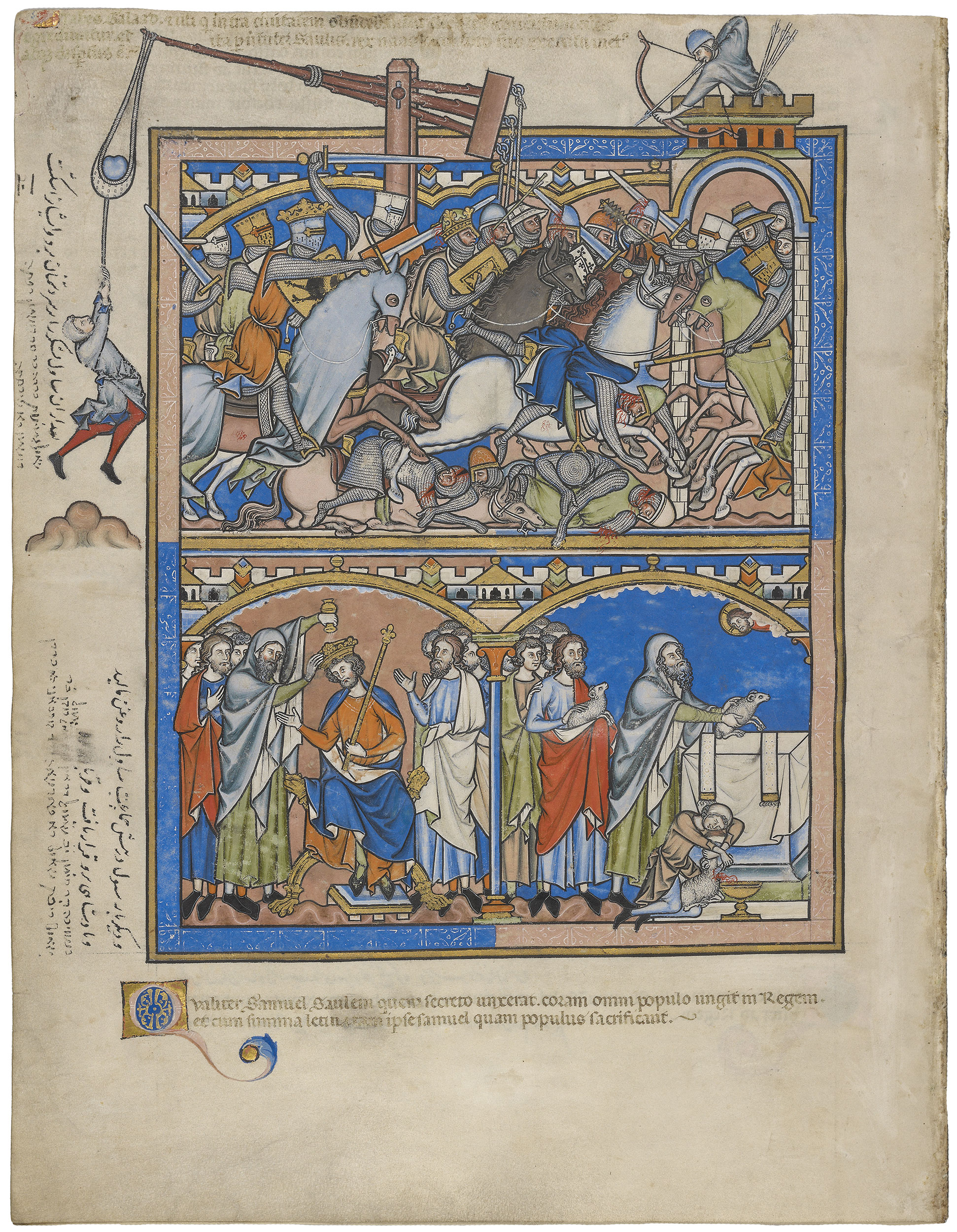
Abbildung aus der Maciejowski-Bibel: oben: Belagerung; unten: Samuel krönt Saul, die beiden bringen ein Opfer dar (fol. 23v)

Die Maciejowski-Bibel, auch Kreuzfahrerbibel, Buch der Könige oder Morgan-Bibel genannt (Pierpont Morgan Library, New York, Ms M. 638), ist eine mittelalterliche Bilderbibel, die aus 46 Folia besteht. Sie gilt als ein Meisterwerk der gotischen Buchmalerei.
Wahrscheinlich kam der Auftrag zu diesem Werk von König Ludwig IX. von Frankreich um das Jahr 1245. Andere Quellen meinen, die Bibel komme aus den nördlichen Provinzen Frankreichs um circa 1250. In seiner ursprünglichen Form enthielt das Werk nur Bilder, die in einem konsistenten visuellen Rhythmus von Seite zu Seite durchgängig angeordnet sind.
Das Buch besteht aus Abbildungen der alttestamentlichen, hebräischen Überlieferung, die in Szenerie und Gebräuche Frankreichs des 13. Jahrhunderts aus einem christlichen Blickwinkel übertragen wurde. Bemerkenswert ist der große Anteil an Gewaltdarstellungen in den Gemälden.

## Überlieferung

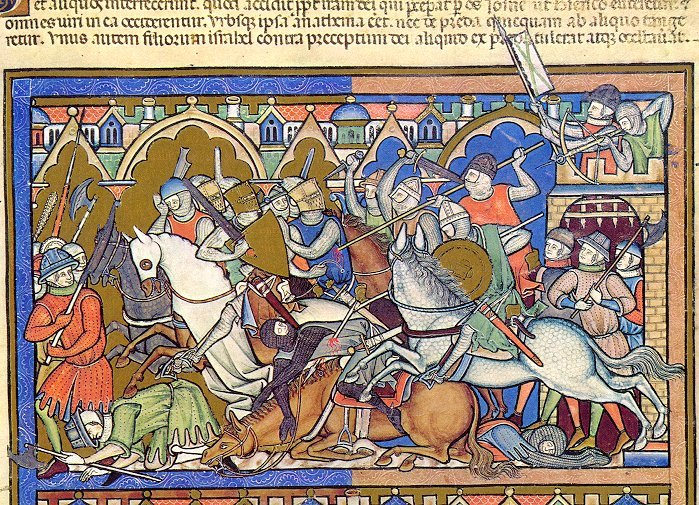
Die Israeliten werden aus Hai vertrieben (fol. 10r)

Etwa 150 Jahre nach der Entstehung des Buchs wurden lateinische Randbemerkungen hinzugefügt.
Der Bischof von Krakau, Kardinal Bernard Maciejowski, nach dem dieses Buch meist benannt wird, überreichte die Bibel im Jahre 1608 an den Schah von Persien, Abbas I. Unter Abbas wurden persische Inschriften hinzugefügt. Weitere zusätzliche Inschriften in Judäo-Persisch kamen wahrscheinlich im 18. Jahrhundert dazu.
Die Maciejowski-Bibel stellt eine wichtige Quelle für Kleidungs- und Waffenkunde des 13. Jahrhunderts dar.